# Defender (зенитный ракетный комплекс)
«Дифендер» (англ. Defender Forward Area Air Defense System, [dɪˈfendə] — «защитник») — американский опытный зенитный ракетный комплекс в виде боевого модуля на самоходном носителе, разработанный компанией «Дженерал электрик» в начале 1980-х гг. На базе полученных наработок позднее был разработан усовершенствованный вариант с пушечным вооружением в дополнение к ракетам. Оба варианта предлагались для заполнения пробела, образовавшегося в сегменте тактической противовоздушной обороны после отмены программы закупок самоходных зенитных установок M247 DIVAD («Сержант Йорк»). Презентация комплекса в обоих вариантах реализации состоялась после фактического сворачивания программы работ, 14—16 октября 1986 года в павильоне вашингтонского отеля «Шератон» на выставке вооружения и военной техники AUSA ’85, организованной Ассоциацией армии США. В итоге оба варианта комплекса были отвергнуты армейским командованием в пользу самоходного зенитного ракетного комплекса «Авенджер».

## Устройство
Боевой модуль представляет собой вращающуюся платформу с двумя контейнерами на четыре ракеты в каждом, размещёнными слева и справа от блока оптико-электронных прицельных приспособлений, который находится посередине данной конструкции. Управление огнём ведётся оператором из кабины машины (в отличие от комплекса «Авенджер», где рабочее место оператора находится непосредственно во вращающемся модуле, между ракетными контейнерами). Система управления огнём комплекса включает в себя лазерный дальномер, оптико-электронный инфракрасный прицел (EO/IR sighting) собственного производства.

## Подвижность
В качестве средства обеспечения подвижности комплекса использовалась машина повышенной проходимости с колёсной формулой 4 × 4 (в «Дженерал электрик» сделали выбор в пользу шасси M998 «Хамви»).